# ليوناردو فرح شاهين
ليوناردو فرح شاهين (بالسويدية: Leonardo Farah Shahin)‏ هو لاعب كرة قدم سويدي، ولد في 10 أغسطس 2003.

## وصلات خارجية
- ليوناردو فرح شاهين على موقع اتحاد السويد (السويدية)
- ليوناردو فرح شاهين على موقع قاعدة بيانات كرة القدم.إي يو (الإنجليزية)
- ليوناردو فرح شاهين على موقع Soccerway.com (الإنجليزية)
- ليوناردو فرح شاهين على موقع عالم كرة القدم.نت (الإنجليزية)